# الدوري الشمالي لكرة القدم 1891–92
الدوري الشمالي لكرة القدم 1891–92 (بالإنجليزية: 1891–92 Northern Football League)‏ هو موسم من الدوري الشمالي لكرة القدم ‏. فاز فيه Middlesbrough Ironopolis F.C. ‏.